# Medaglia della mezzaluna rossa
La medaglia della mezzaluna rossa fu una medaglia di merito conferita dal sultano Mehmet V al personale della Mezzaluna rossa per merito.

## Storia
La medaglia venne istituita nel 1912 e destinata al personale della Mezzaluna rossa, associazione fondata l'11 giugno 1868, che si fosse distinto a favore di feriti e malati, senza riguardo alla religione, alla razza o al genere. La decorazione venne istituita in tre classi di cui le due più basse venivano assegnate dal comitato direttivo dell'organizzazione umanitaria, mentre la medaglia d'oro era concessa direttamente dal sultano. La medaglia poteva essere concessa anche alle donne.

## Insegne
- La medaglia consisteva in un disco d'oro, d'argento o di bronzo a seconda dei gradi riportante sul diritto un tondo smaltato di bianco con una mezzaluna rossa rivolta verso sinistra ed attorniata da una fascia del metallo della medaglia con l'inscrizione "Assistenza umanitaria" in arabo in alto e sotto due rami d'alloro incrociati. Il retro della medaglia era corredato da alcune decorazioni floreali, ma sostanzialmente si presentava piatto e spoglio per accogliere il nome dell'insignito che veniva inciso in occasione della concessione. La medaglia era sostenuta al nastro da una parte metallica con impresso il tughra del sultano.
- Il nastro era bianco con una striscia rossa centrale.

La medaglia poteva essere concessa anche con una barretta da apporre sul nastro del medesimo metallo della medaglia, smaltata di bianco e con riportati in cifre arabe gli anni di servizio nell'organizzazione. Se concessa in tempo di guerra, la medaglia riportava sul nastro una foglia di quercia.